# Астерий Амасийский
Астерий Амасийский (греч. ̓Ἀστέριος Ἀμασείας; ок. 350 — ок. 410) — адвокат, проповедник, христианский писатель, митрополит Амасии Понтийской; христианский святой IV века, современник Иоанна Златоуста.

## Биография
Астерий получил образование в Антиохии. Первоначально его обучал раб-скиф, имя которого не сохранилось. До принятия монашеского пострига Астерий работал адвокатом.
В конце XIX — начале XX века на страницах Энциклопедического словаря Брокгауза и Ефрона литературный вклад Астерия Амасийского описывался следующими словами:

«Дошедшие до нас творения А. состоят почти исключительно из проповедей или бесед; из них 22 сохранились вполне. Ему же приписывается „жизнь“ его предшественника св. Василия Амасийского, напечатанная в „Acta Sanctorum“ под 26 апреля. Полное собрание творений А. у Миня, „Patrologia“, series graeca (т. 40). Несколько бесед А. напечатано в русском переводе в „Богословском Вестнике“ за 1892—1894 гг.»

Согласно «Православной энциклопедии», до настоящего времени дошли лишь шестнадцать подлинных проповедей Астерия Амасийского. Фрагменты десяти из них были приведены святым константинопольским патриархом Фотием (Bibl. Cod. 271), а полные тексты двух документов были найдены М. Бауэром в рукописях афинян и позднее изданы А. Брецем. Некоторые из рукописей Астерия Софиста ранее приписывались Астерию Амасийскому, но со временем эта историческая ошибка была исправлена.
В проповедях Астерия Амасийского заметно влияние Демосфена, Ливания и Иоанна Златоуста. Написанное Астерием Амасийским «Повествование о мученичестве Святой Евфимии» приводится в деяниях Седьмого Вселенского Собора как неопровержимое доказательство почитания икон. (Mansi. T. 13. P. 16-17, 308—309; ДВС. Т. 4. С. 422—424).